# Валеска, Пегги
Пегги Валеска (нем. Peggy Waleska; род. 11 апреля 1980, Пирна) — немецкая гребчиха, выступавшая за сборную Германии по академической гребле в период 1996—2012 годов. Серебряная призёрка летних Олимпийских игр в Афинах, двукратная чемпионка мира, победительница многих регат национального и международного значения.

## Биография
Пегги Валеска родилась 11 апреля 1980 года в городе Пирна, ГДР. Проходила подготовку в Дрездене в местном гребном клубе «Дрезденер».
Впервые заявила о себе в гребле в 1996 году, выиграв серебряную медаль в парных четвёрках на чемпионате мира среди юниоров в Глазго. Год спустя в парных двойках одержала победу на юниорском мировом первенстве в Хазевинкеле. Ещё через год на аналогичных соревнованиях в Линце стала бронзовой призёркой в одиночках.
В 1999 году отметилась победой в парных четвёрках на молодёжном Кубке наций в Гамбурге. В 2000 году дебютировала на взрослом Кубке мира.
В качестве запасной спортсменки присутствовала на летних Олимпийских играх 2000 года в Сиднее, однако её участие здесь не потребовалось.
Первого серьёзного успеха на взрослом международном уровне добилась в сезоне 2001 года, когда вошла в основной состав немецкой национальной сборной и выступила на чемпионате мира в Люцерне, где одержала победу в зачёте парных четвёрок. Также в этом сезоне в той же дисциплине была лучшей на этапах Кубка мира в Нью-Джерси, Севилье и Мюнхене.
В 2002 году в парных четвёрках обошла всех соперниц на мировом первенстве в Севилье, став таким образом двукратной чемпионкой мира по академической гребле.
На чемпионате мира 2003 года в Милане получила в четвёрках бронзу, пропустив вперёд команды из Австралии и Белоруссии.
Благодаря череде удачных выступлений удостоилась права защищать честь страны на Олимпийских играх 2004 года в Афинах — вместе с напарницей Бриттой Оппельт заняла в парных двойках второе место, уступив на финише только экипажу из Новой Зеландии, и тем самым завоевала серебряную олимпийскую медаль. За это выдающееся достижение 16 марта 2005 года была награждена высшей спортивной наградой Германии «Серебряный лавровый лист».
После афинской Олимпиады Валеска осталась в составе гребной команды Германии и продолжила принимать участие в крупнейших международных регатах. Так, в одиночках она выступала на чемпионатах мира 2005 года в Гифу и 2006 года в Итоне, однако была далека здесь от попадания в число призёров.
В 2007 году в парных двойках выиграла серебряную медаль на этапе Кубка мира в Люцерне и заняла шестое место на мировом первенстве в Мюнхене.
На чемпионате мира 2009 года в Познани завоевала бронзовую медаль в парных четвёрках, финишировала позади экипажей из Украины и США. Кроме того, в этом сезоне отметилась победами на этапах Кубка мира в Мюнхене и Люцерне.
В 2011 году заняла пятое место в парных двойках на этапе Кубка мира в Гамбурге.
Последний раз показывала сколько-нибудь значимые результаты на международной арене в сезоне 2012 года, когда выступила в четвёрках и одиночках на этапах Кубка мира в Люцерне и Мюнхене соответственно — в обоих случаях сумела отобраться лишь в утешительные финалы B.